# Doppelter Armreif Typ Neumarkt an der Ybbs

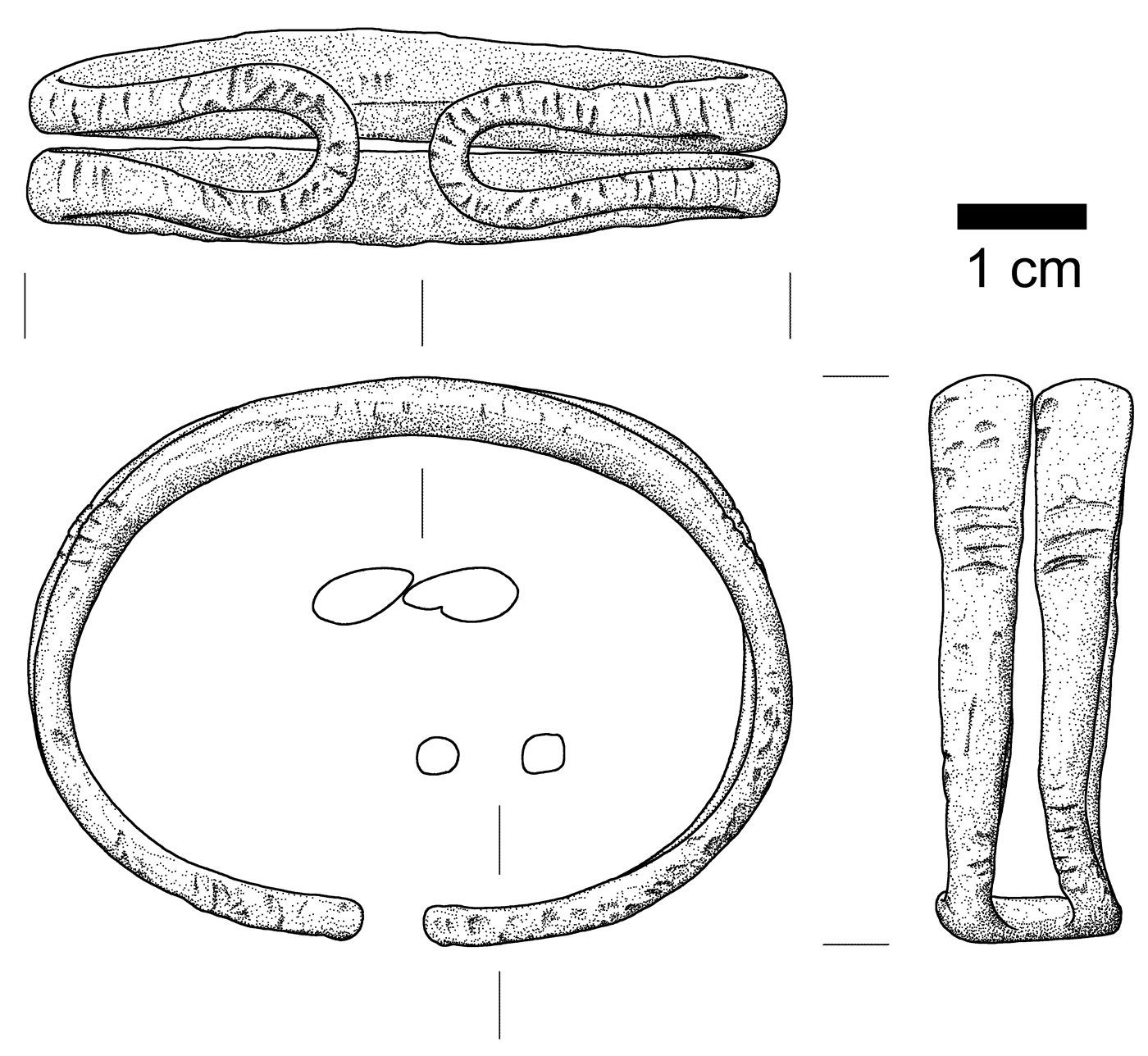
Doppelter Armreif Typ Neumarkt an der Ybbs aus Grab 6 (Graphik Stefan Schwarz)

Der Doppelte Armreif Typ Neumarkt an der Ybbs ist ein Schmuckstück aus Bronze, das am Ende der Frühbronzezeit als Totenschmuck um das Handgelenk getragen wurde. Bisher ist diese Ausführung nur aus dem Gräberfeld von Neumarkt an der Ybbs bekannt, das der Böheimkirchner Gruppe der Věteřov-Kultur zuzuordnen ist.

## Beschreibung
Die Form des Armreifes ergibt sich aus dem Zusammenbiegen eines Bronzeringes zu einem langen Oval in U-Form, das über das Handgelenk gestreift wurde. Als Verzierung scheinen querliegende Ritzlinienbündel auf. Die vollständigen Armreifen weisen einen Durchmesser zwischen 59 und 64 mm und ein Gewicht um etwa 30 g auf.

## Befundsituation
Insgesamt wurden fünf Exemplare in drei Gräbern gefunden. Dabei handelt es sich ausschließlich um Frauengräber. Es war in dieser Zeitepoche, der ausgehenden Frühbronzezeit, üblich, Frauenleichname beidseitig mit Armreifen zu schmücken. Dabei wurden Reife unterschiedlicher Ausführung benutzt. Der Doppelte Armreif scheint eine lokale Ausprägung zu sein. Für diese Ausführung war die doppelte Menge an Bronze erforderlich, daher ist es wahrscheinlich, dass Frauen, die mit dieser Schmuckform bestattet wurden reicher waren und eine sozial höhere 
Stellung einnahmen. Auf diesen Umstand weist noch eine weitere Eigenheit hin: Diese Frauen trugen am Hinterkopf eine Bronzenadel, die die Haare oder eine Kopfbedeckung festhielten. Diese Trachtausstattung ist bisher ebenfalls nur in Neumarkt an der Ybbs beobachtet worden und hier nur in insgesamt sechs Frauengräbern. 